# Man from Atlantis
Man from Atlantis is een Amerikaanse televisieserie, als navolging van de succesvolle pilotaflevering die op 4 maart 1977 werd uitgezonden. In Nederland werd de serie uitgezonden onder de naam De man van Atlantis.
Patrick Duffy speelt in deze serie Mark Harris, een overlevende van het verloren continent Atlantis. Voor deze hoofdrol werd Duffy door zijn zus, die een professionele duiker was, getraind in Scuba duiken.

## Verhaal
Na een zware storm wordt een man bewusteloos op het strand aangetroffen. Hij herinnert zich niets van zijn verleden omdat hij aan geheugenverlies lijdt. Na onderzoek blijkt dat hij over bovenmenselijke krachten beschikt. Hij kan onder water ademen en extreme dieptedruk weerstaan. Zijn lichaam heeft zich perfect aangepast aan het leven in de zee. Zijn enige probleem is dat hij niet langer dan twaalf uur zonder water kan. Onderzoekers suggereren dat hij mogelijk een overlevende is van het verloren gewaande mythische continent Atlantis, dat vele eeuwen geleden door de zee verzwolgen werd. Ze noemen hem Mark Harris. Mark wordt gerekruteerd door de Foundation for Oceanic Research (Stichting voor Oceanisch Onderzoek), een Amerikaanse overheidsinstantie die in het geheim de diepten van de oceaan onderzoekt in een futuristische onderzeeër (de Cetacean). Met behulp van zijn krachten en ondersteund door de bemanning van de Cetacean, vecht Mark tegen het kwaad. Hij moet het onder meer opnemen tegen Mr. Schubert (Victor Buono), een ingenieuze schurk die zowel in de serie als in de televisiefilms voorkomt.
Mark krijgt begeleiding van Dr. Elizabeth Merrill (Belinda Montgomery), de vrouwelijke bijrol (deze rol is duidelijk losjes geïnspireerd door het stripfiguur Betty Dean uit het stripboek Timely-Atlas van rond 1940. Betty Dean speelde het vaak klaar om Prins Namor te kalmeren, wanneer hij zich kwaad maakte om het gedrag van de mensen aan de oppervlakte). De rol van Dr. Elizabeth is in zowel de film als in de serie hetzelfde en in beide gevallen zijn er sterke gelijkenissen wat betreft de romantische interesse onder het oppervlak.
Er doen hardnekkige geruchten de ronde dat De Man van Atlantis eigenlijk een Namor-serie zou moeten zijn. Namor zélf is een "man van Atlantis" (eigenlijk een koning) in het Marvel-stripverhaal en artiest Frank Robbins zou betrokken zijn geweest bij beide karakters uit de jaren 70.

## Uitzendingen
Eerst werden er vier televisiefilms geproduceerd en uitgezonden. Vanwege het succes van de kijkcijfers van deze films, besloot de producer een wekelijkse tv-serie uit te brengen tijdens het seizoen van 1977-1978. Maar na dertien afleveringen in het eerste seizoen werd deze serie al geannuleerd vanwege een afnemend publiek en hoge productiekosten.
De snelle stopzetting van de serie gaf Patrick Duffy de gelegenheid om in de serie Dallas mee te spelen, wat hij dertien jaar deed. Belinda Montgomery, die na de elfde aflevering al met behulp van haar advocaten erin geslaagd was om onder haar contract uit te komen, ging ook voor een langere tijd in een soortgelijke serie spelen, onder andere in Dallas.
De eerste aflevering werd in de Verenigde Staten uitgezonden op 4 maart 1977. In Nederland is de serie uitgezonden door de TROS, van 15 juni 1978 tot 5 september 1980. Deze serie is de eerste Amerikaanse televisieserie die in 1980 in de Volksrepubliek China werd uitgezonden. Ook in Brazilië is de serie uitgezonden onder de titel O Homem do Fundo do Mar (De man uit de diepzee). Het heeft een kleine cult teweeggebracht die vaak betrekking had op de sciencefictionfans in de jaren 70. De serie is in Duitsland en de Verenigde Staten op dvd en Blu-ray uitgebracht.

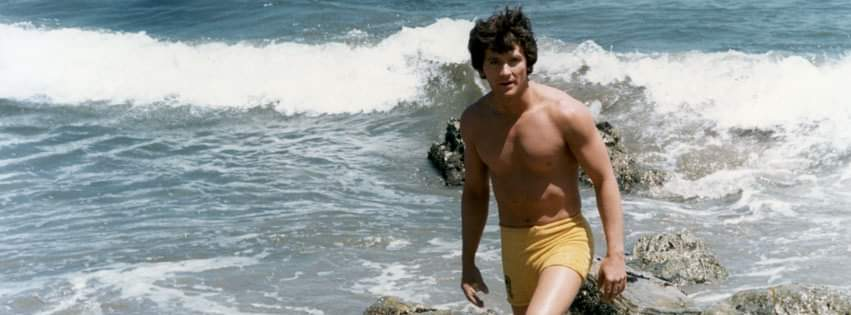
Patrick Duffy in Man from Atlantis

## Rolverdeling
| Acteur                | Personage             |
| --------------------- | --------------------- |
| Patrick Duffy         | Mark Harris           |
| Belinda Montgomery    | Dr. Elizabeth Merrill |
| Alan Fudge            | C.W. Crawford         |
| Kenneth Tigar         | Dr. Miller Simon      |
| Dick Anthony Williams | Jorno                 |
| J. Victor López       | Chuey                 |
| Jean Marie Hon        | Jane                  |
| Anson Downes          | Allen                 |
| Victor Buono          | Mr. Schubert          |
| Robert Cussier        | Brent                 |

### Eenmalige gastrollen
- Art Lund - admiraal Dewey Pierce
- Ted Neeley - Jack Muldoon
- Ted Cassidy - Canja
- Kareem Abdul-Jabbar - Thark
- Billy Barty - Moxie
- Pat Morita - Moby

## Afleveringen

### Televisiefilms
1. Man from Atlantis (pilotaflevering)
2. The Death Scouts
3. Killer Spores
4. The Disappearances

### Tv-serie: eerste seizoen
1. Melt Down
2. The Mudworm
3. The Hawk of Mu
4. Giant
5. Man O' War
6. Shoot-Out At Land's End
7. Crystal Water, Sudden Death
8. The Naked Montague
9. C. W. Hyde
10. Scavenger Hunt
11. Imp
12. Siren
13. Deadly Carnival

## Publicaties
In 1977 publiceerde Dell Publishing een aantal novelles geschreven door Richard Woodley met de titels: "Man from Atlantis #1", "Man from Atlantis #2: Death Scouts", "Killer Spores (1977)" en "Ark of Doom (1978)". In 1978 publiceerde Marvel Comics een stripboek van zeven nummers over de "Man from Atlantis", waarvan het verhaal geschreven werd door Bill Mantlo en getekend werd door Frank Robbins en Frank Springer. Tegelijkertijd met Marvel begon Look-In in Groot-Brittannië een stripverhaal te publiceren welke getekend werd door Mike Noble (en later John Cooper voor één verhaal). Dit stripverhaal was van korte duur en duurde minder dan een jaar.
Hoofdrolspeler Patrick Duffy schreef later een vervolgroman over de tv-serie, simpelweg getiteld "Man from Atlantis", die in juni 2016 werd gepubliceerd. Hierin formuleerde hij zijn eigen versie van de geschiedenis van Mark Harris en zijn volk, wie ze precies waren en waar ze vandaan kwamen. Deze vragen waren na de beëindiging van de tv-serie nog onbeantwoord gebleven.